# Lowry City (Misuri)
Lowry City es una ciudad ubicada en el condado de St. Clair en el estado estadounidense de Misuri. En el Censo de 2010 tenía una población de 640 habitantes y una densidad poblacional de 237,15 personas por km².

## Geografía
Lowry City se encuentra ubicada en las coordenadas 38°8′24″N 93°43′38″O / 38.14000, -93.72722. Según la Oficina del Censo de los Estados Unidos, Lowry City tiene una superficie total de 2.7 km², de la cual 2.65 km² corresponden a tierra firme y (1.63%) 0.04 km² es agua.

## Demografía
Según el censo de 2010, había 640 personas residiendo en Lowry City. La densidad de población era de 237,15 hab./km². De los 640 habitantes, Lowry City estaba compuesto por el 97.66% blancos, el 0.16% eran afroamericanos, el 0.94% eran amerindios, el 0% eran asiáticos, el 0% eran isleños del Pacífico, el 0% eran de otras razas y el 1.25% pertenecían a dos o más razas. Del total de la población el 1.88% eran hispanos o latinos de cualquier raza.